# 김남선
김남선(金南善, 1981년 5월 3일 ~)은 대한민국의 은퇴한 여자 핸드볼 선수이다.
강릉 주문초등학교와 주문진중학교를 거쳐 황지정보산업고등학교를 졸업하였으며, 인천시청 소속으로 2013년에 은퇴할 때까지 뛰었다.
대한민국 여자 대표팀의 소속으로 활약하여, 프랑스에서 열린 2007년 세계 여자 선수권 대회에 참가했고, 베이징에서 열린 2008년 하계 올림픽에서 동메달을 획득하였다.